# لانشيا
لانشيا للسيارات (بالإيطالية: Lancia)‏ هي شركة مساهمة إيطالية لصناعة السيارات تأسست في 1906 من قبل فينتشنزو لانشيا، وأصبحت عضوا من مجموعة فيات في 1969. للشركة تاريخ طويل من إنتاج سيارات مميزة وقوية. الإنتاج الجديد يتميز بالفخامة بدلا من نماذج فيات الأخرى. من علامات الشركة استخدام الأحرف اليونانية كأسماء لطرازاتها.

## التاريخ

### التأسيس والسنوات الأولى
تم تأسيس شركة لانشيا في 29 نوفمبر 1906 في مدينة تورين بواسطة فينسينزو لانشيا وصديق كلاوديو فوكولين، وهما سائقا سباق للشركة فيات بصفة لونشيا وشركائه. تم صنع أول لانشيا (تيبو 51 أو 12 إتش بي (سميت لاحقاً ألفا) في عام 1907 وتم إنتاجها في 1908. تمتلك هذه ال محركاً صغيراً بأربعة اسطوانات وقوة 58 حصاناً.
اشتهرت لانشيا بإبداعاتها في مجال صناعة السيارات، فمنها ثيتا 1913 والتي كانت ال الأولى في أوروبا التي تتضمن نضاماً كهربائياً متكاملاً كملحق رئيسي في ال.

### الشعار
قام الكونت كارلو بسكيراتي دي روفيا بتصميم الشعار الأصلي لشركة لانشيا، ويظهر الشعار درعاً مع علم. تمت تسمية متحف تورين للسيارات باسمه (المتحف الوطني للسيارات كارلو بيسكيراتي دي روفيا). تم تغيير تصميم الشعار سنة 2007.

## التشارك مع صانعي سيارات آخرين
لم تتشارك لانشيا مع أي من صناع السيارات حتى عام 1960، حيث أصبحت المعايير العالية والمكلفة التي تتبعها الشركة في صناعة السيارات غير مستقرة أو ثابتة، لذا ومن أجل إنتاج منتج عالي الجودة ضحى رؤساء الشركة بسعر المنتج وقبلوا بالعرض الذي قدمته شركة فيات والذي سيطرت من خلاله على شركة لانشيا. ولكن هذا الأمر لم يشكل النهاية بالنسبة لشركة لانشيا حيث أثبتت الموديلات التي طرحتها شركة فيات عام 1970 لانشيا ستراتوس ولانشيا كاما ولانشيا بيتا أن الشركة مهتمة بالحفاظ على السمعة التي اكتسبتها لانشيا في السابق.
وفي الثمانينات من القرن الماضي تشاركت لانشيا مع شركة ساب، وتم بيع لانشيا دلتا تحت اسم ساب 600 في السويد. وفي 1985 شاركت لانشيا ثيما نفس المنصة مع ساب 9000 فيات كروما وألفا روميو 164.

## الهوامش
1. ↑  Marc Vorgers. "Lancia  history". classicargarage.com. مؤرشف من الأصل في 2015-03-20. اطلع عليه بتاريخ 2008-05-01.
2. ↑  "History/The first models". lancia.com. مؤرشف من الأصل في 2020-05-09. اطلع عليه بتاريخ 2007-06-21.